# Artsyz
Artsyz (ukrainsk: Арци́з, ukrainsk udtale: [ɐrˈt͡sɪz]; bulgarsk: Арциз Artsiz; rumænsk: Arciz; tyrkisk: Artsız eller Arsız; tysk: Artzis eller Arzis) er en by og det administrative centrum i Artsyz kommune, Bolhrad rajon i Odessa oblast, Ukraine. Byen har 14.355 (2022) indbyggere. I 2001 var indbyggertallet 16.370.

## Historie
Byen blev grundlagt i 1816 af tyske kolonister fra Schwaben og det netop opløste Hertugdømmet Warszawa og blev opkaldt efter Slaget ved Arcis-sur-Aube.
Artsyz blev bombet den 3. maj 2022 af russiske styrker under den russiske invasion af Ukraine.